# Nicotera
Nicotera är en ort och kommun i provinsen Vibo Valentia i regionen Kalabrien i Italien. Kommunen hade 6 155 invånare (2017).